# Chüestellibach
Der Chüestellibach ist ein 470 Meter langer rechter Zufluss des Geissweidbachs in den Gemeinden Aesch und Oberwil-Lieli in den Kantonen Zürich und Aargau. Er entwässert ein kleines bewaldetes Gebiet im zentralen Teil des Holzbirrliberg-Hügelzuges.

## Geographie

### Verlauf

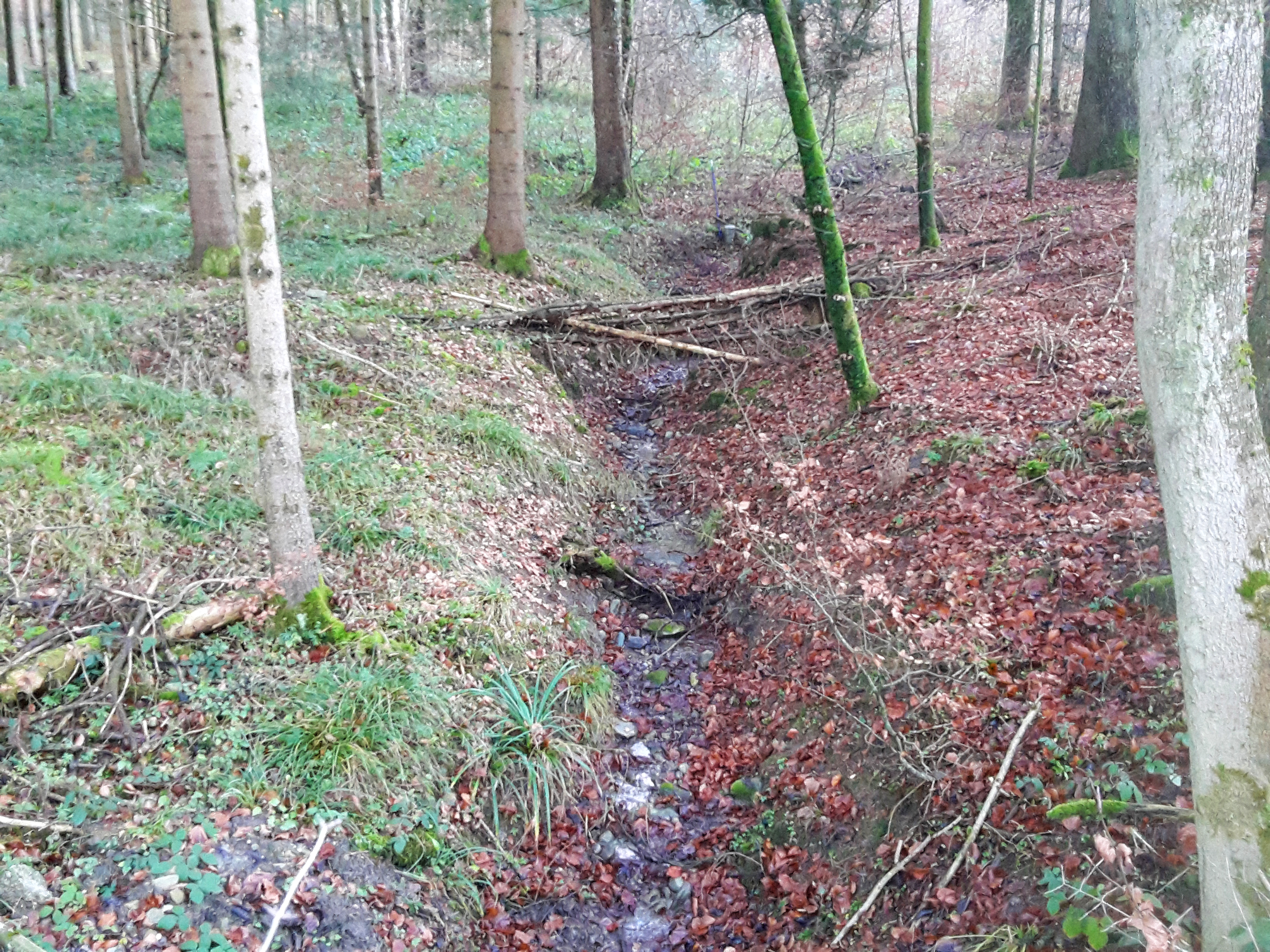
Chüestellibach vor Unterquerung einer Waldstrasse bei Aescherbüel

Der Chüestellibach entspringt auf etwa 620 m ü. M. in der Waldflur Chüestelli westlich des Hofes Neuweid auf dem Gemeindegebiet von Aesch. Nach kurzem Lauf nach Nordwesten demarkiert er die Flurgrenze zwischen der Tädikermatt und dem Aescherbüel, wobei er zwei Waldstrassen unterquert. Kurz darauf wendet er sich nach Westen und verläuft nun leicht vertieft, bis er die Kantonsgrenze erreicht, die hier dem Waldrand folgt.
Die letzten 30 Meter fliesst er eingedolt an der Kantonsgrenze entlang Richtung Südwesten, ehe er südlich des Hofes Litzibuch von Oberwil-Lieli auf etwa 587 m ü. M. von rechts in den Oberlauf des ebenfalls eingedolten Geissweidbachs mündet.